# Qiaolou (socken i Kina, lat 34,43, long 115,38)
Qiaolou (kinesiska: 乔楼, 乔楼乡) är en socken i Kina. Den ligger i provinsen Henan, i den centrala delen av landet, omkring 160 kilometer öster om provinshuvudstaden Zhengzhou. Antalet invånare är 37 356. Befolkningen består av 18 668 kvinnor och 18 688 män. Barn under 15 år utgör 21,0 %, vuxna 15-64 år 68 %, och äldre över 65 år 10,0 %.
Genomsnittlig årsnederbörd är 879 millimeter. Den regnigaste månaden är juli, med i genomsnitt 185 mm nederbörd, och den torraste är januari, med 6 mm nederbörd.